# Mucassa

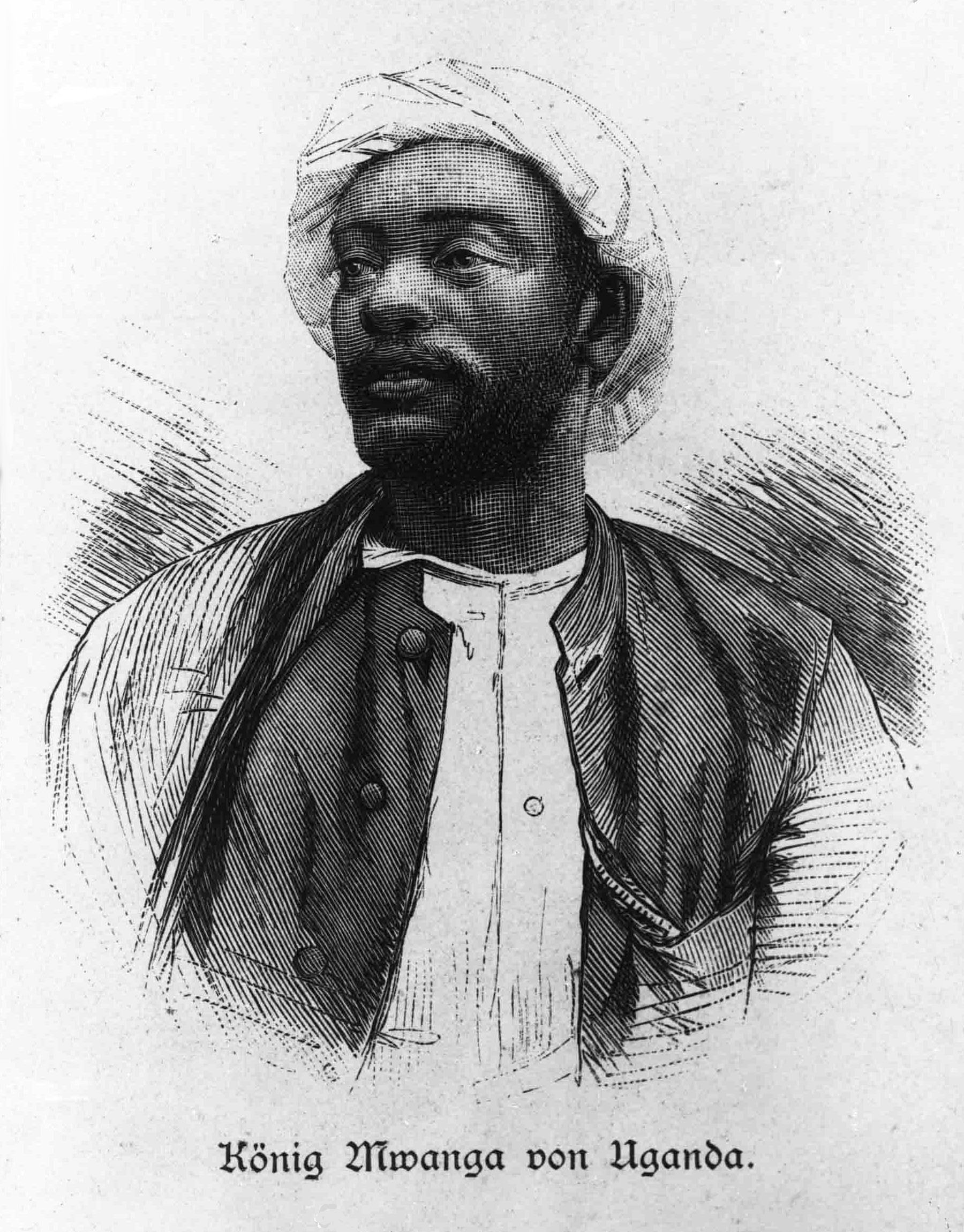
r.

Mucassa (em luganda: Mukasa) foi um catiquiro (chanceler) do Reino de Buganda no reinado dos cabacas Mutesa I (r. 1857–1884) e Muanga II (r. 1884–1888).

## Vida
Mucassa pertencia ao clã dos ratos comestíveis e era sobrinho de Magato. Serviu como catiquiro do cabaca Mutesa I (r. 1857–1884), a quem apresentou seus filhos Muafu e Casamitala. Em 25 de maio de 1886, sob Muanga II (r. 1884–1888), eclodiu a perseguição aos cristãos e vários foram presos e sentenciados a morte. No dia seguinte, Mucassa lembrou-o que André Cagua ainda estava livre, mas o cabaca respondeu que não podia se dar ao luxo de perder seu percursionista. Com isso, respondeu que era Cagua o principal difusor do cristianismo aos pajens reais e outros servos e ameaçou entrar em greve de fome até que ele morresse. Muanga acatou, mas sentiu-se envergonhado de anunciar pessoalmente a sentença.
Mensageiros de Mucassa foram informá-lo da sentença e buscá-lo para execução. Ao chegar à casa de Mucassa, foi interrogado e severamente repreendido por ter ensinado o catecismo, inclusivo aos seus filhos, e ordenou: "Levem-no daqui e matem-no. Tragam-me um braço dele para provar que vocês executaram o trabalho. Não comerei até que o veja". Em 27 de maio, Mucassa sentenciou Lucas Banabaquintu e Matias Calemba, que foram presos por Macuenda. Em 27 de maio de 1887, recepcionou João Maria Muzei na corte.